# Ämbetsdräkt
En ämbetsdräkt är en dräkt som bärs av vissa civila och kyrkliga ämbetsmän. Dräkten bärs ofta i ceremoniella sammanhang i syfte att utmärka bärarens rang och värdighet.

## Användning
Internationellt är ämbetsdräkter främst förekommande inom domstolsväsendet och utbildningsväsendet. Till skillnad från civiluniformer eller tjänstedräkter bärs ämbetsdräkter enbart vid vissa förrättningar (domstolsförhandlingar, högtidligheter) för att utmärka allvar och högtidlighet i förrättningen samt skänka pompa och ståt. Kyrkliga ämbetsdräkter, prästrockar, bärs ständigt till vardags. De bör dock inte förväxlas med den liturgiska klädsel som bärs vid gudstjänsten.

## Akademiska sammanhang

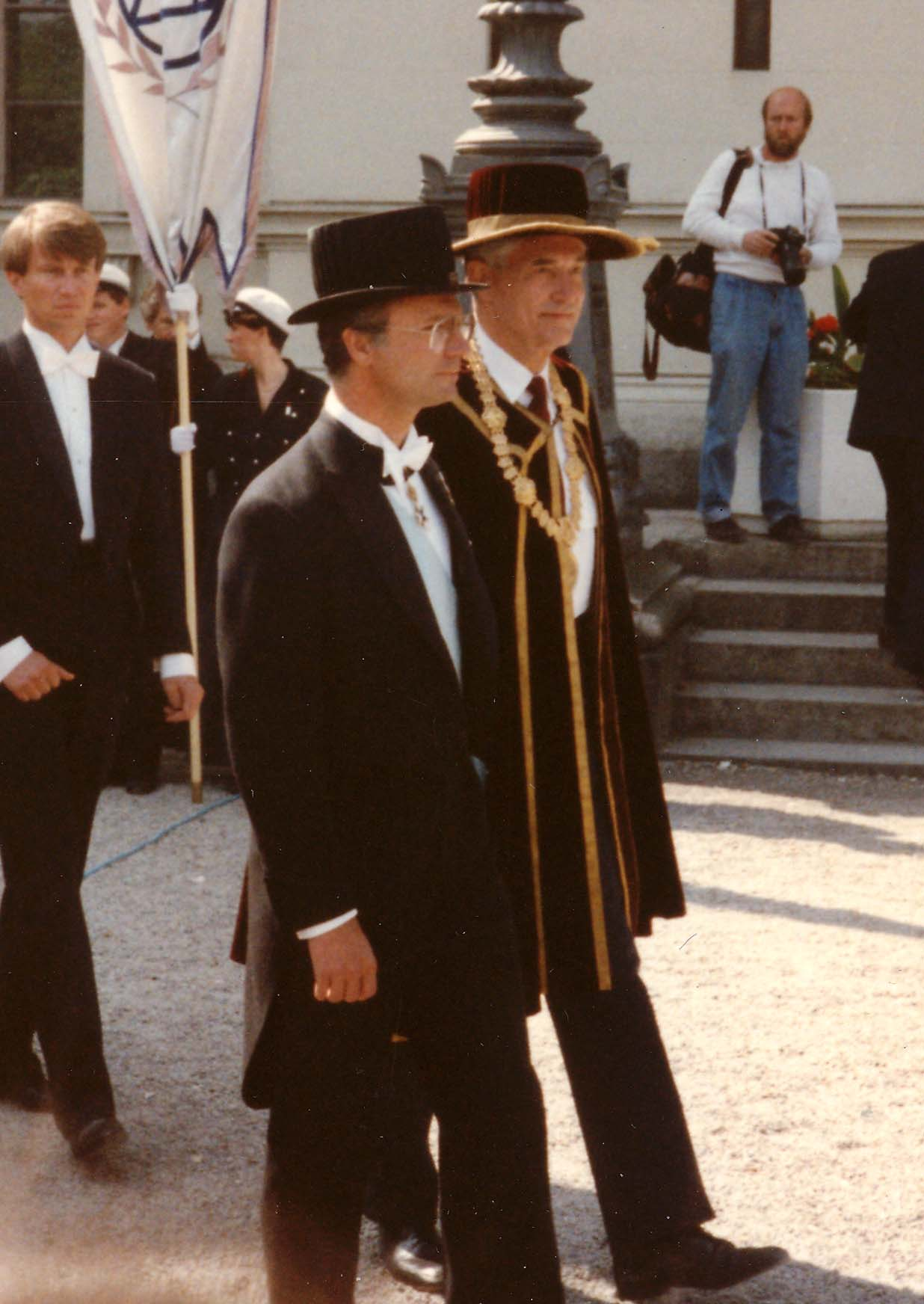
Konungen av Sverige och rector magnificus Håkan Westling vid Lunds universitet.
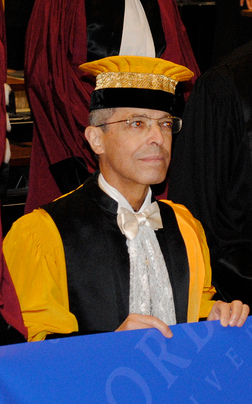
Professor Georges Molinié vid Université Paris-Sorbonne, Frankrike.
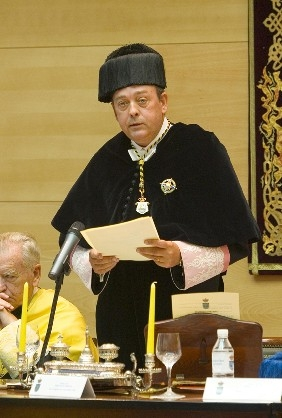
Rektor Diego Sales Márquez vid Cadiz universitet, Spanien.
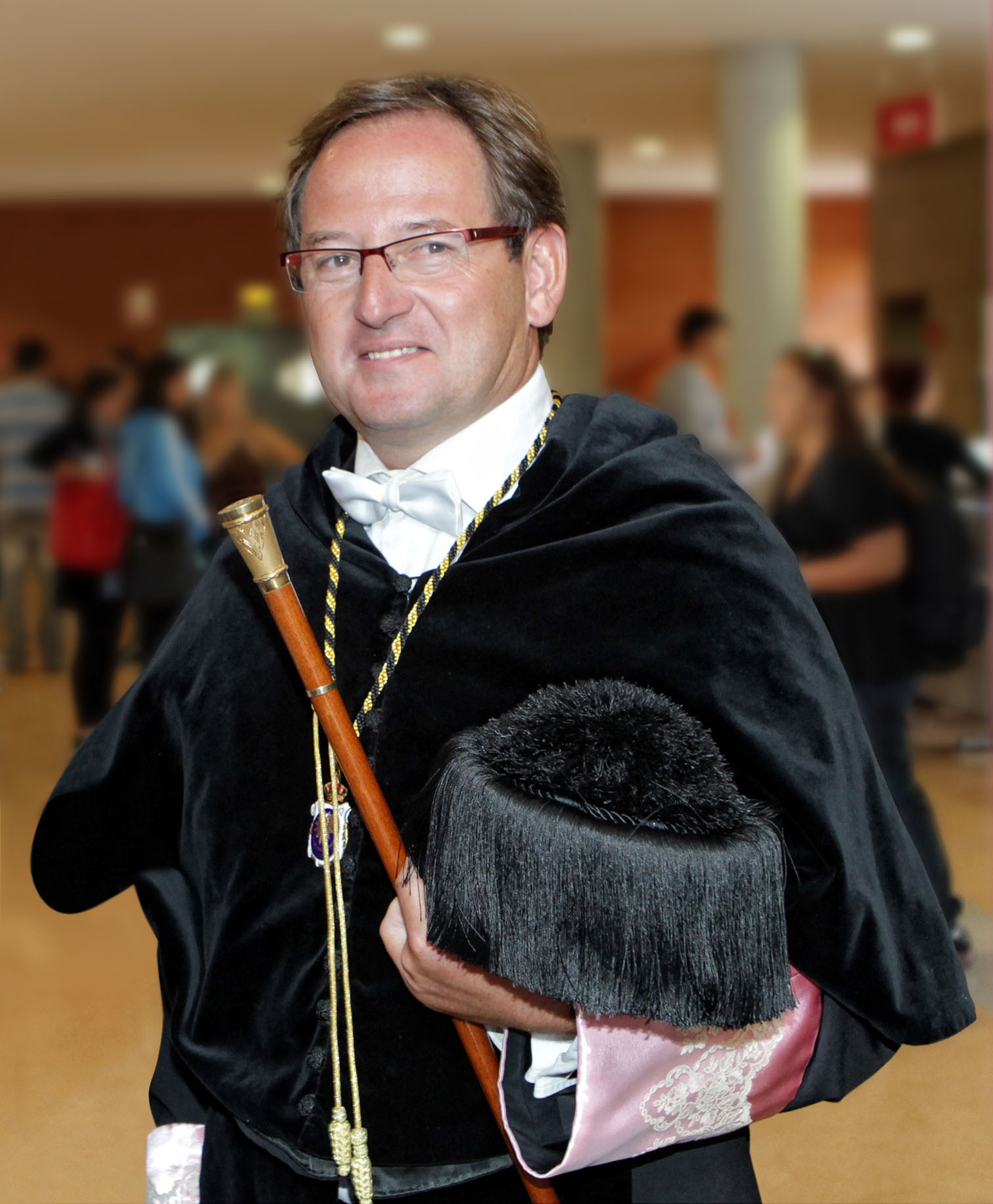
Rektor José M ª Martínez de Pison vid La Riojas universitet, Spanien.
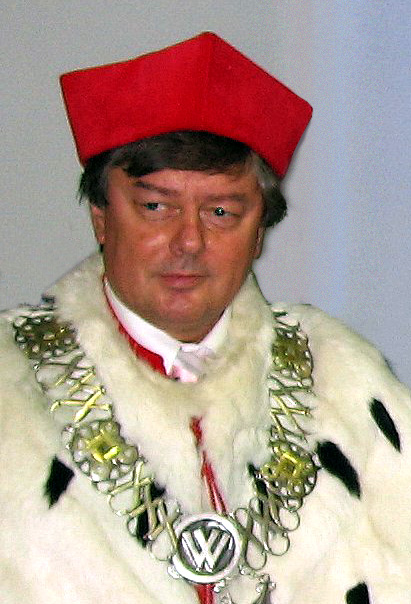
Rektor Boguslaw Fiedor vid Ekonomiska universitetet i Wrocław, Polen.

## Domare

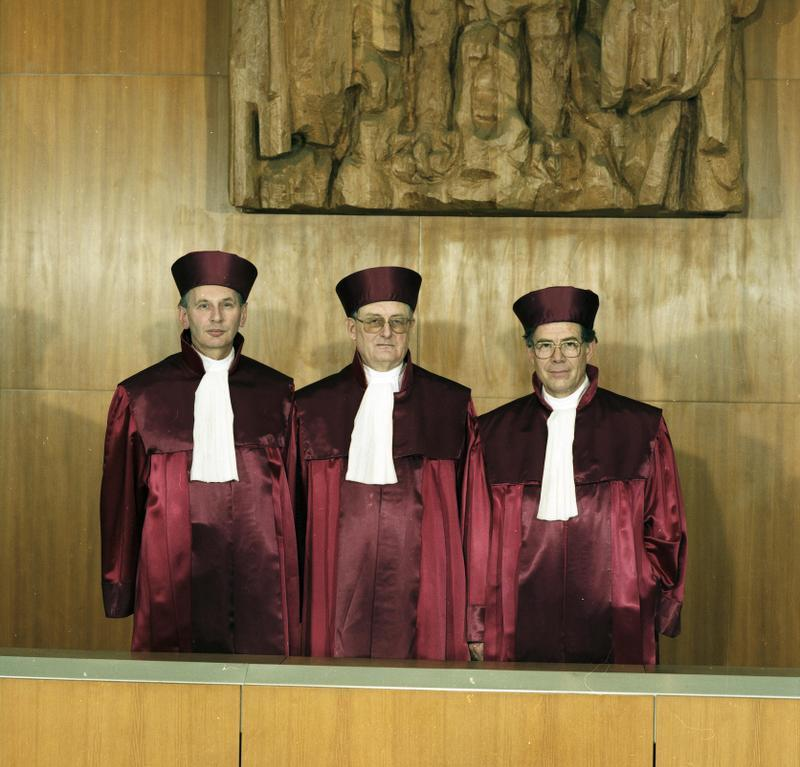
Bundes- Verfassungs- Gericht
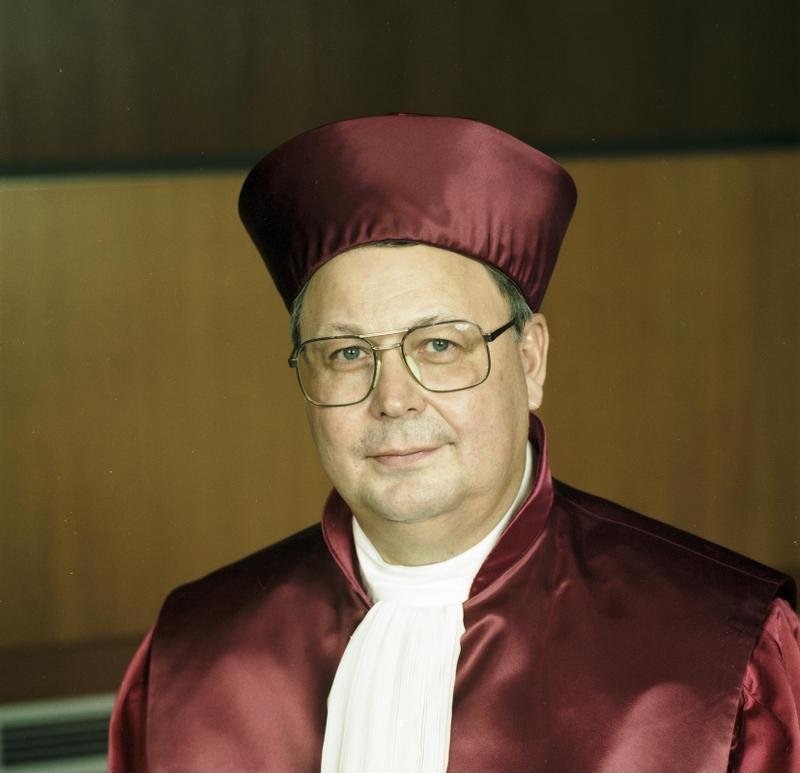
Bundesgerichtshof
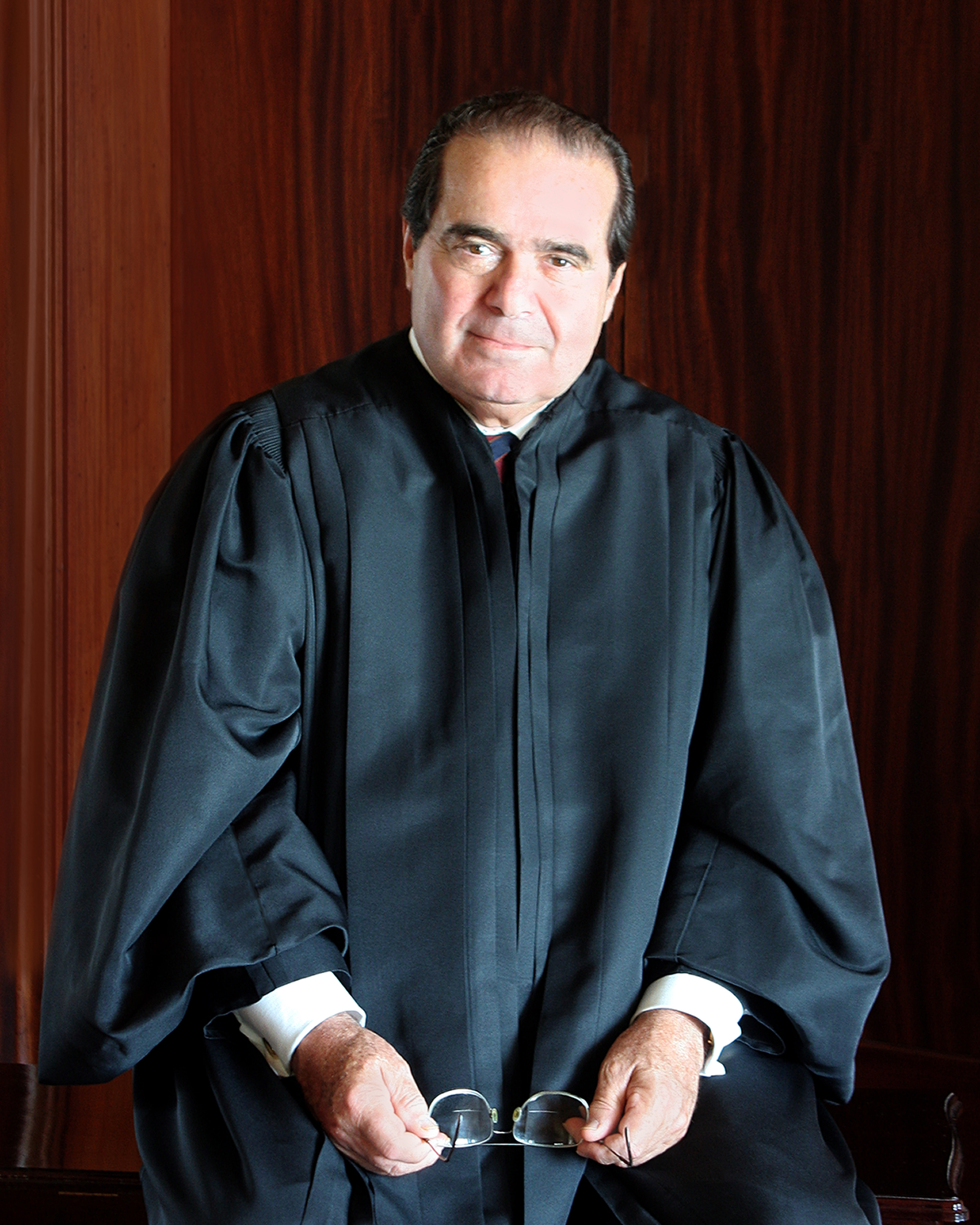
USA:s högsta domstol
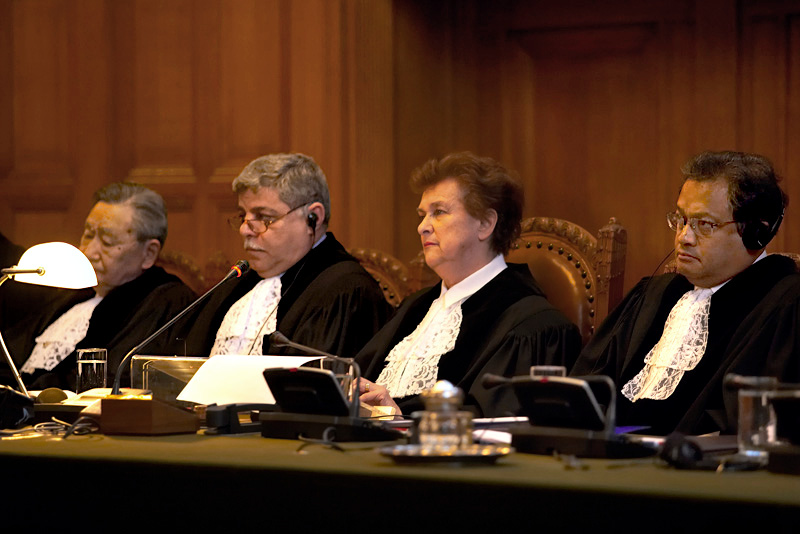
Internationella brottmåls- domstolen
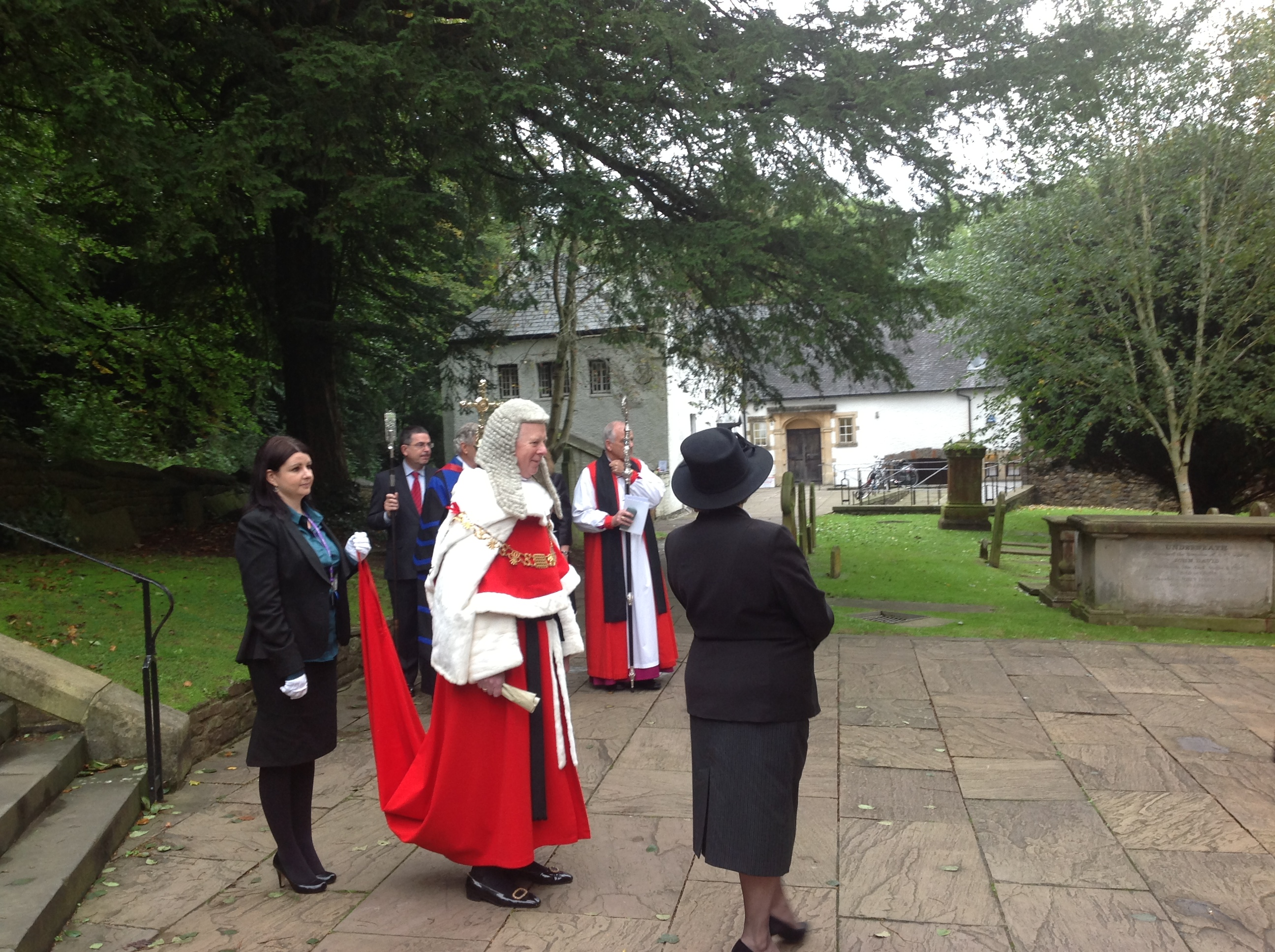
Lord Chief Justice of England
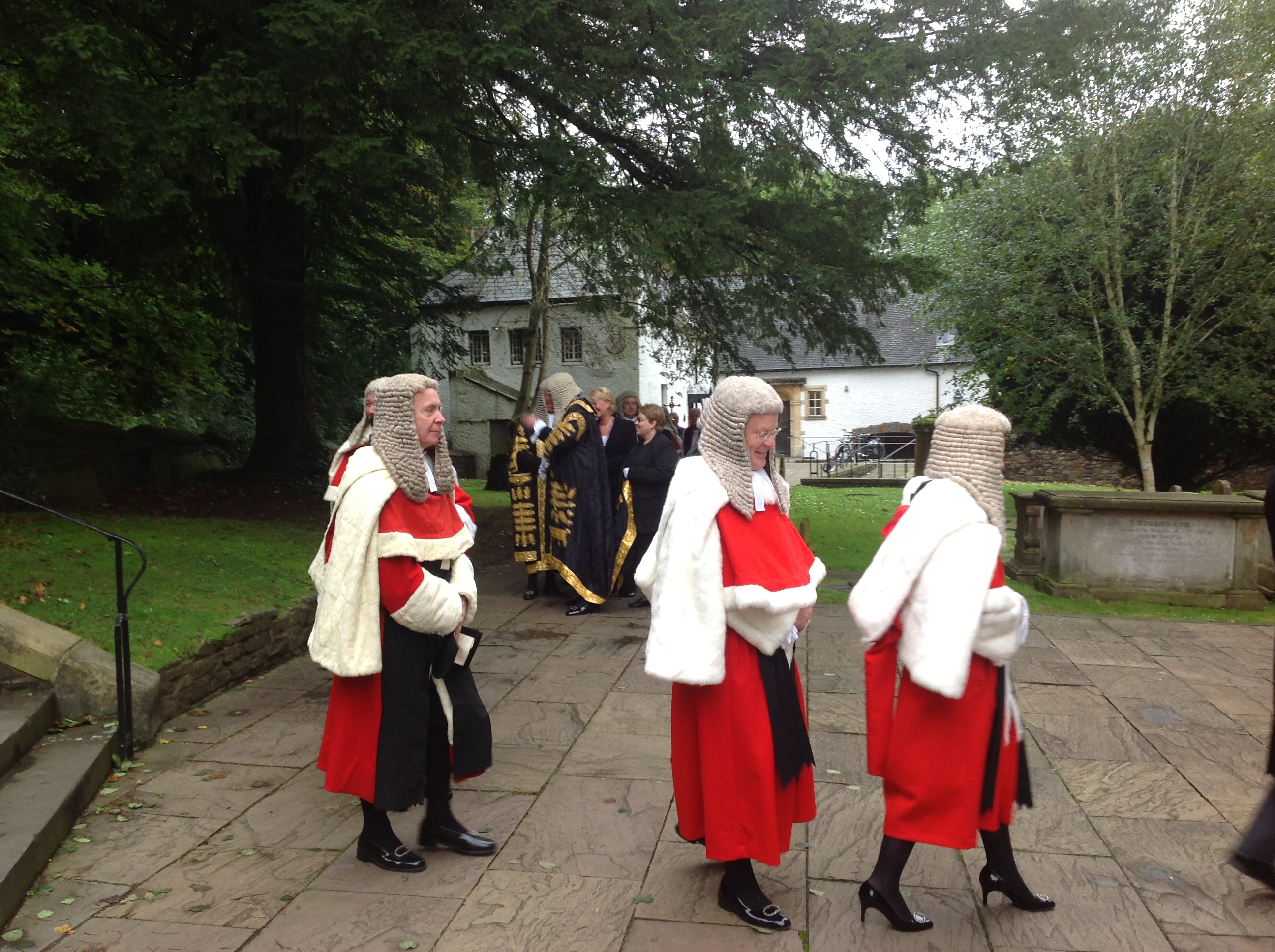
High Court Judges (England)
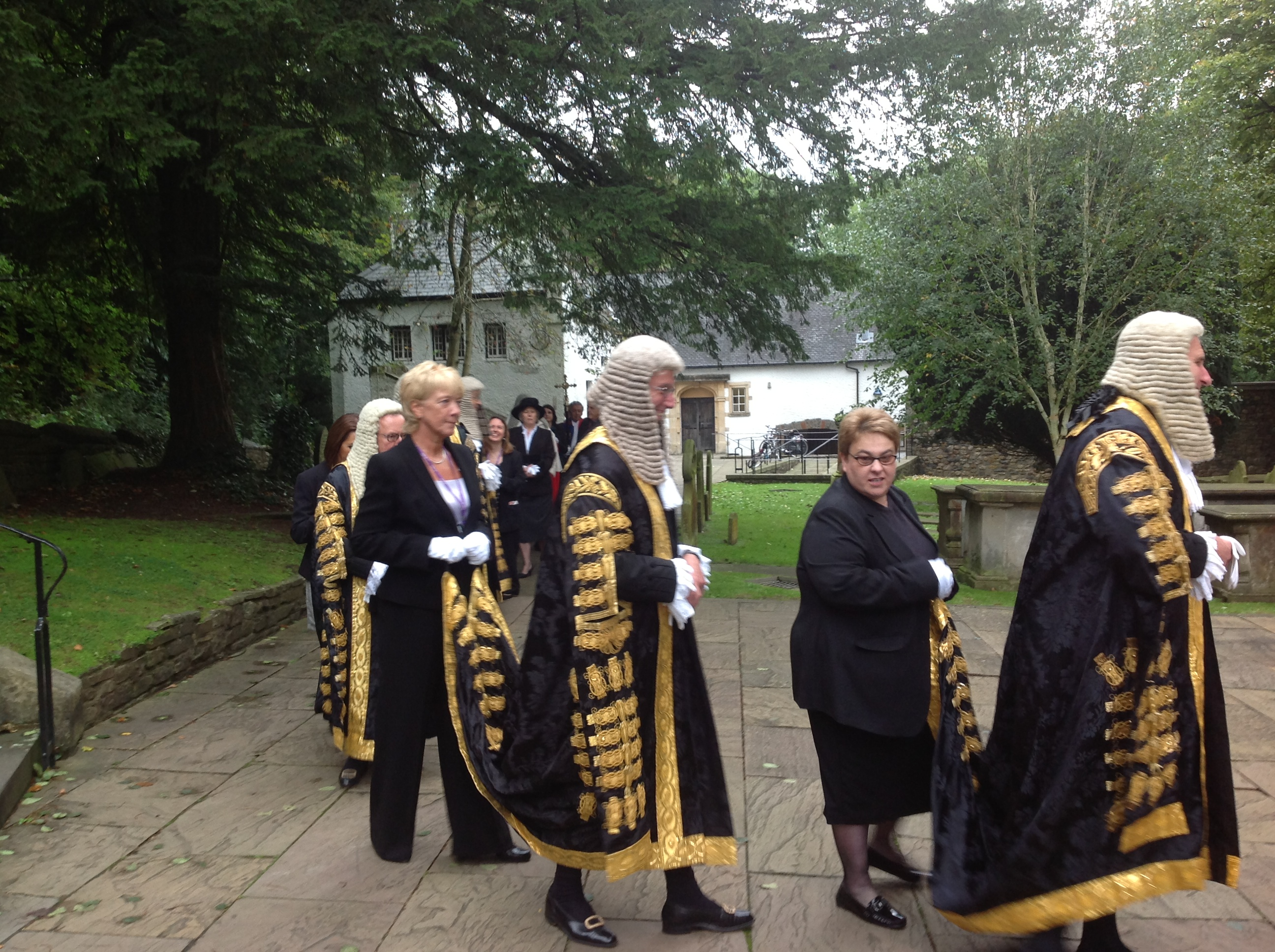
Lord Justices of Appeal (England)
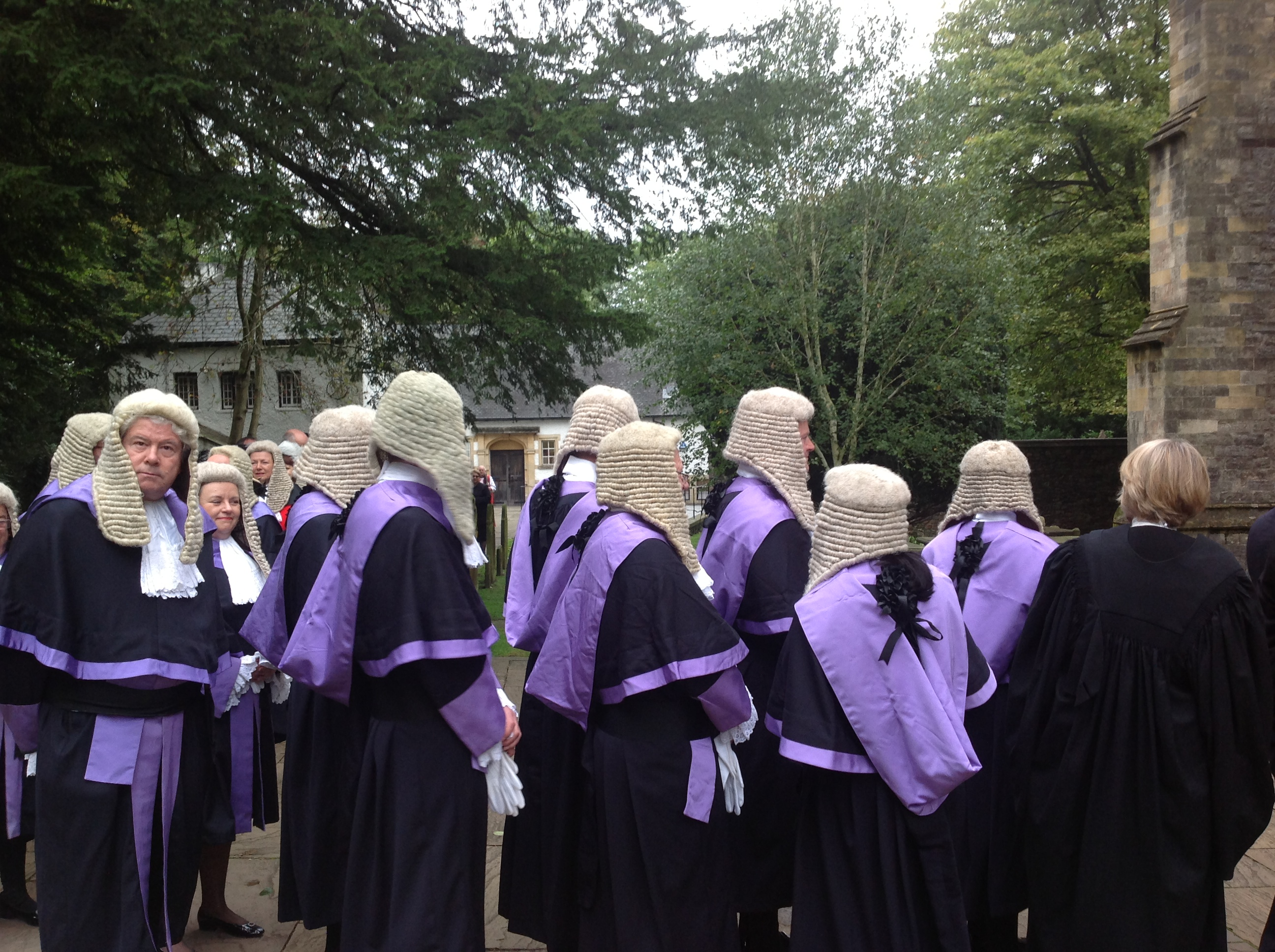
Circuit Judges (England)
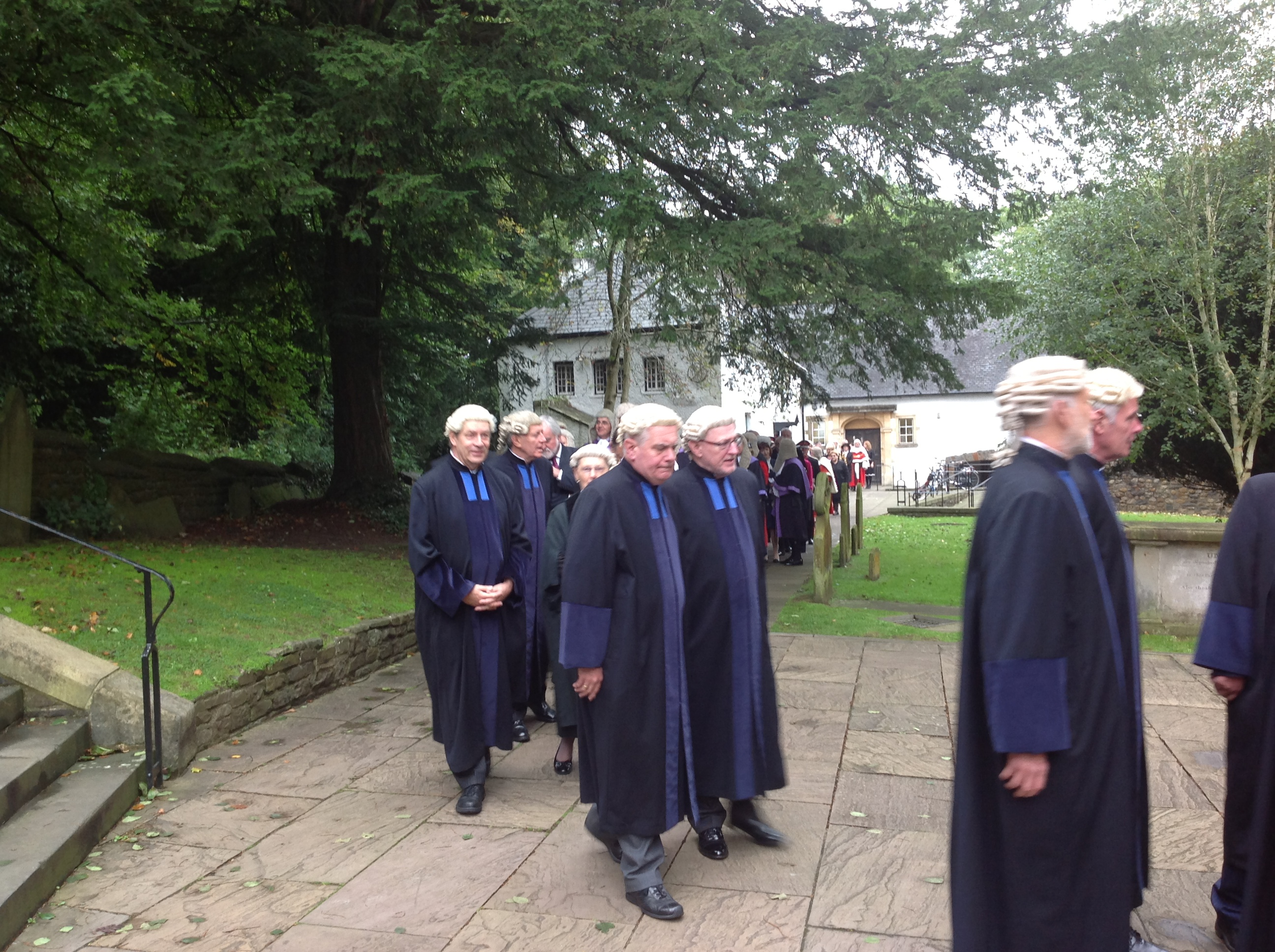
District Judges (England)

## Advokater och sheriffer

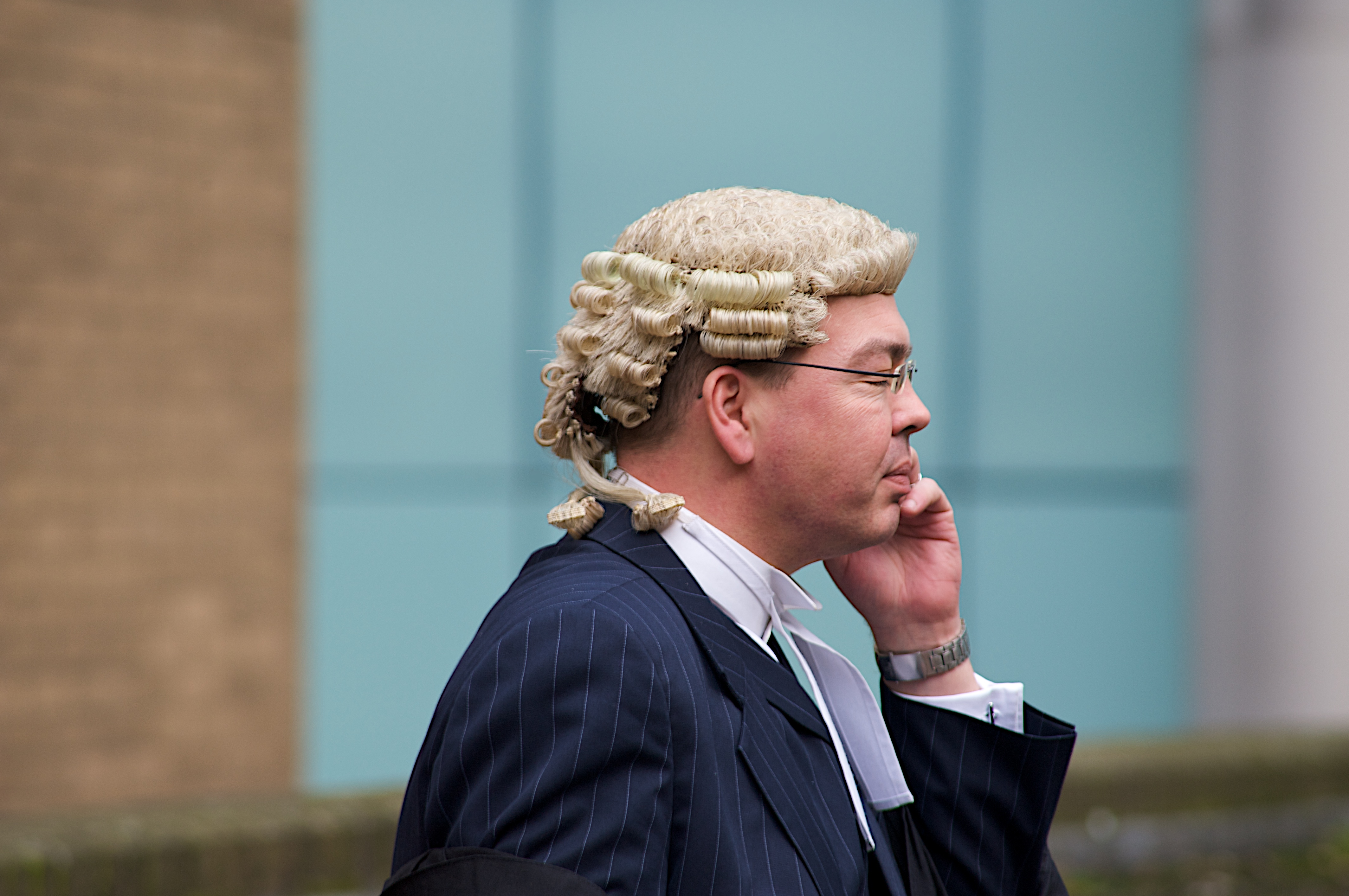
Peruk tillhör en barristers ämbetsdräkt i England.
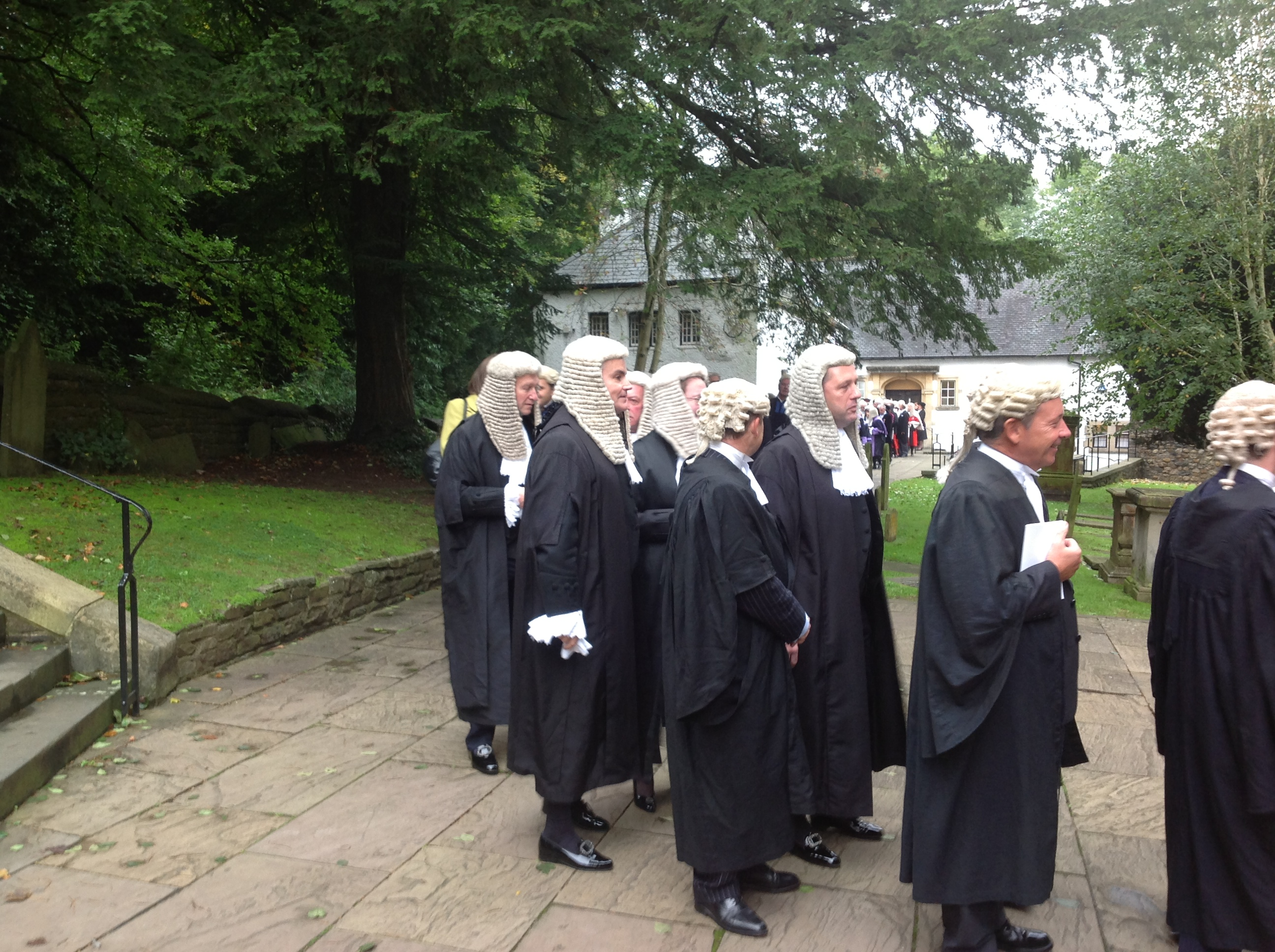
Barristers i peruker och Queen's Counsel i allongeperuker.
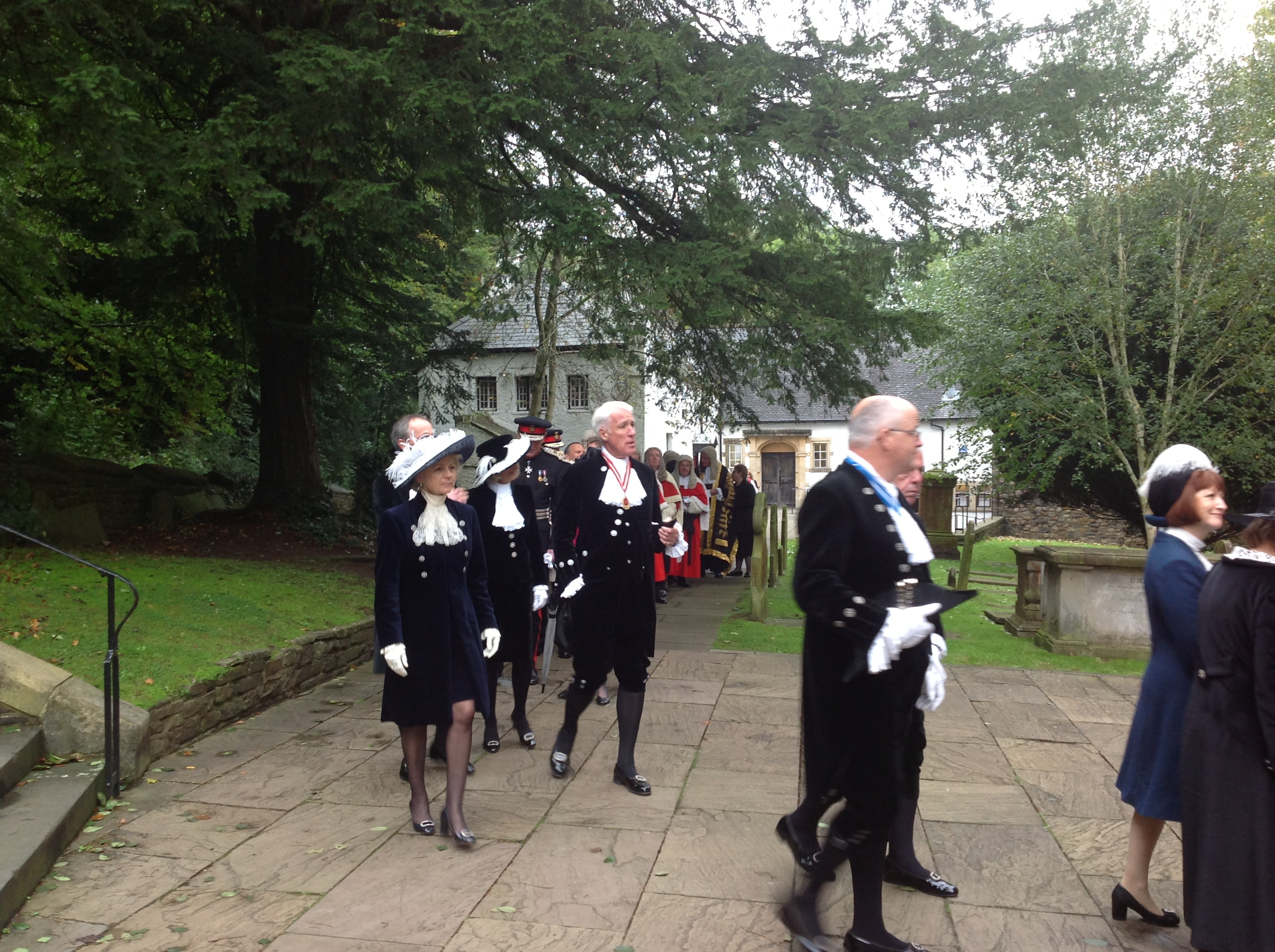
Engelska sheriffer

## Domstolssekreterare och domstolsdirektörer

Domstols- sekreterare (Frankrike)
Domstolsdirektör (Frankrike)
Domstolsdirektör vid en fransk appelations- domstol.
Domstolsdirektör vid Frankrikes kassationsdomstol.

## Heraldiska myndigheter

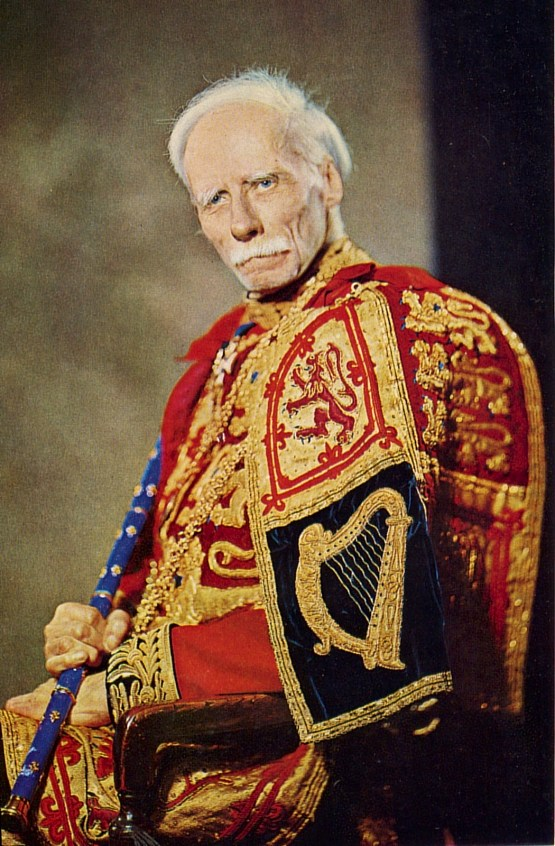
Lord Lyon King of Arms, Skottlands riksheraldiker.
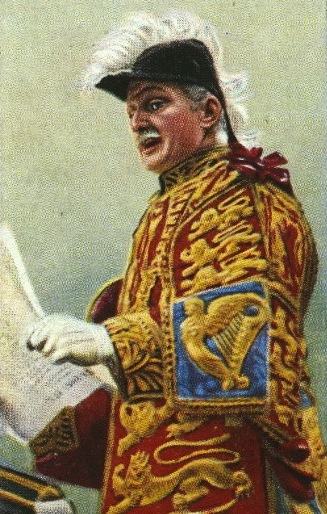
Norroy and Ulster King of Arms (Englands vice riksheraldiker) i ämbetsdräkt.
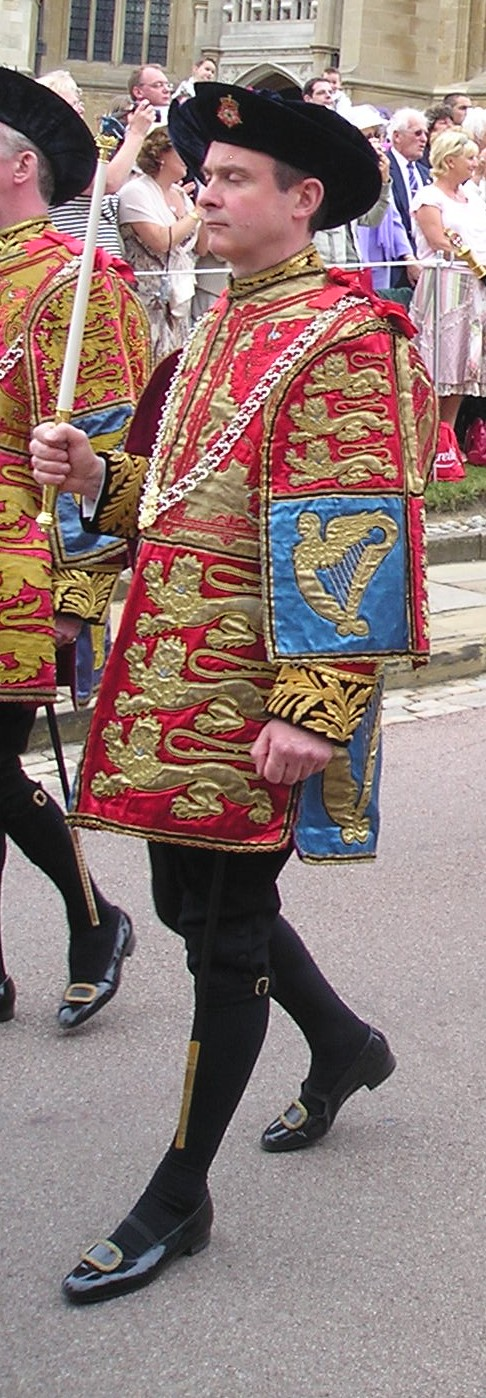
Chester Herald of Arms in Ordinary; en av Englands statsheraldiker.

## Borgmästare

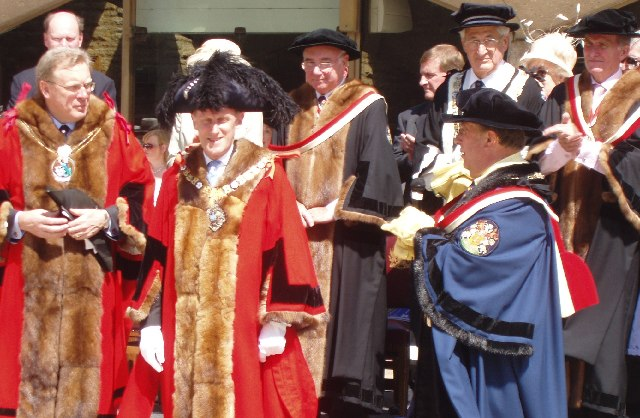
Londons Lord Mayor med andra i ämbetsdräkt.
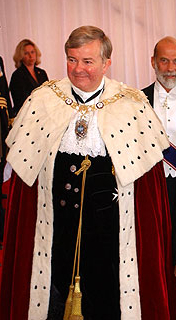
Londons Lord Mayor.

## Jersey

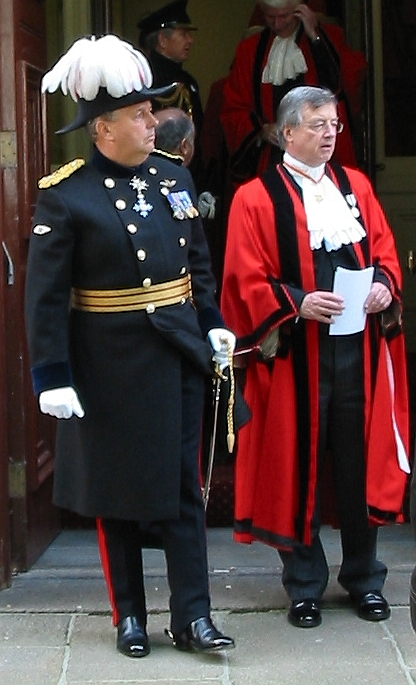
Jerseys guvernör (till vänster) i civiluniform och lagman (Bailiff) (till höger) i ämbetsdräkt.
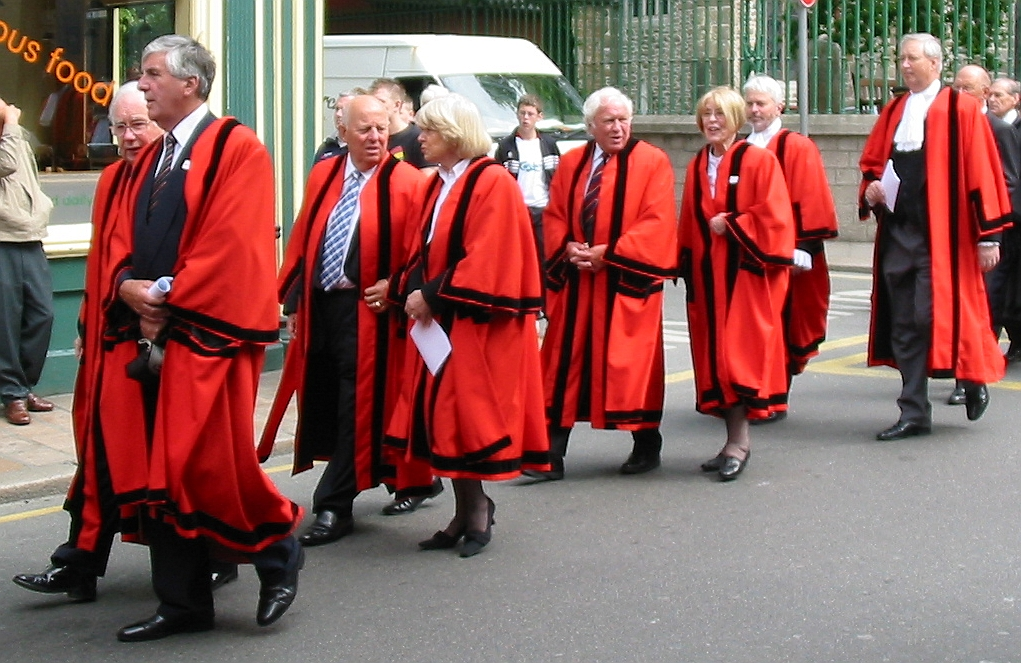
Hovrätts- nämndemän (Jurats) samt kronjurister (de två i kön).
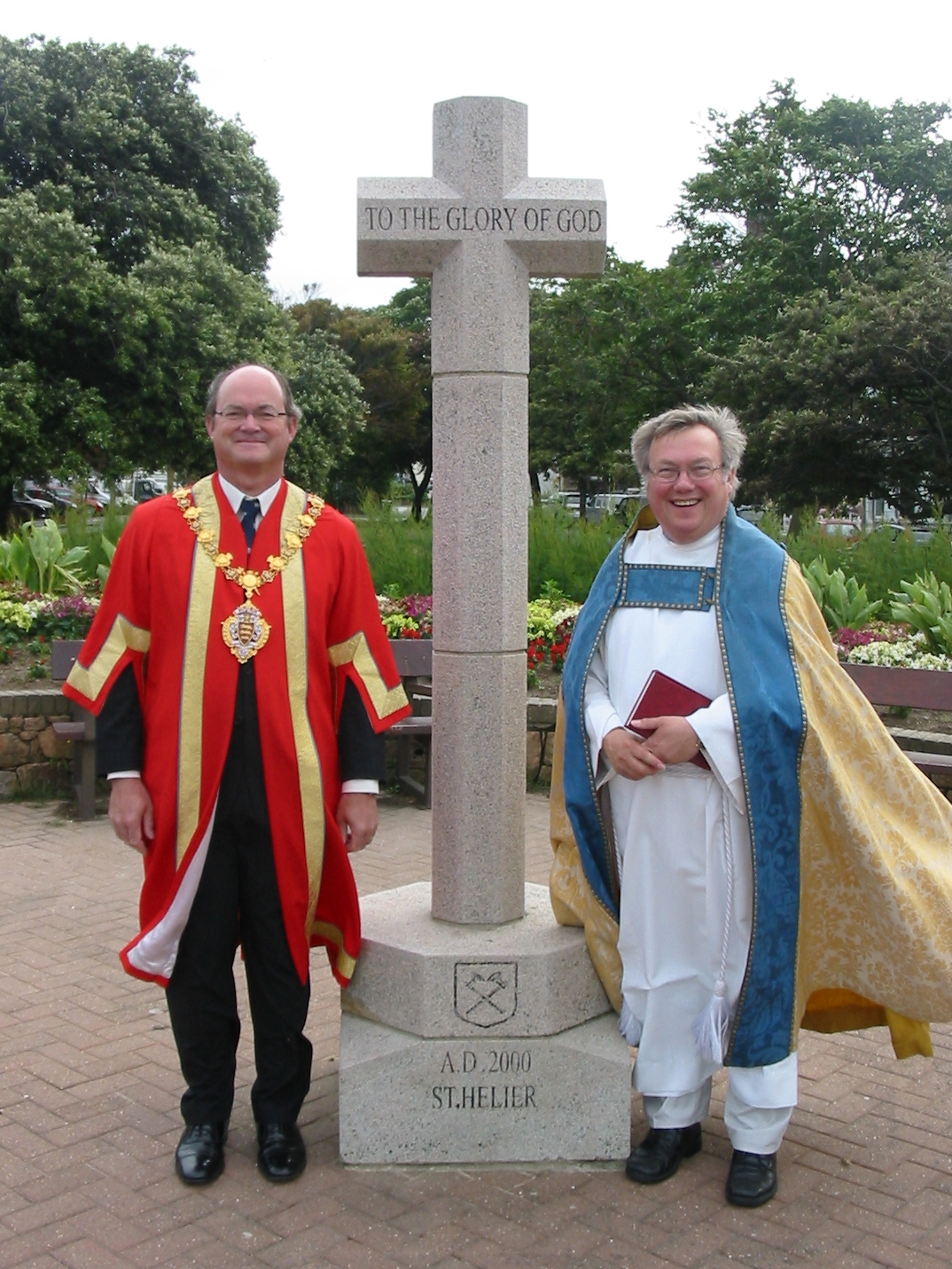
Kommunalråd (Connetable) (till vänster) i ämbetsdräkt samt kontraktsprost i liturgisk klädsel.

## Kyrkliga

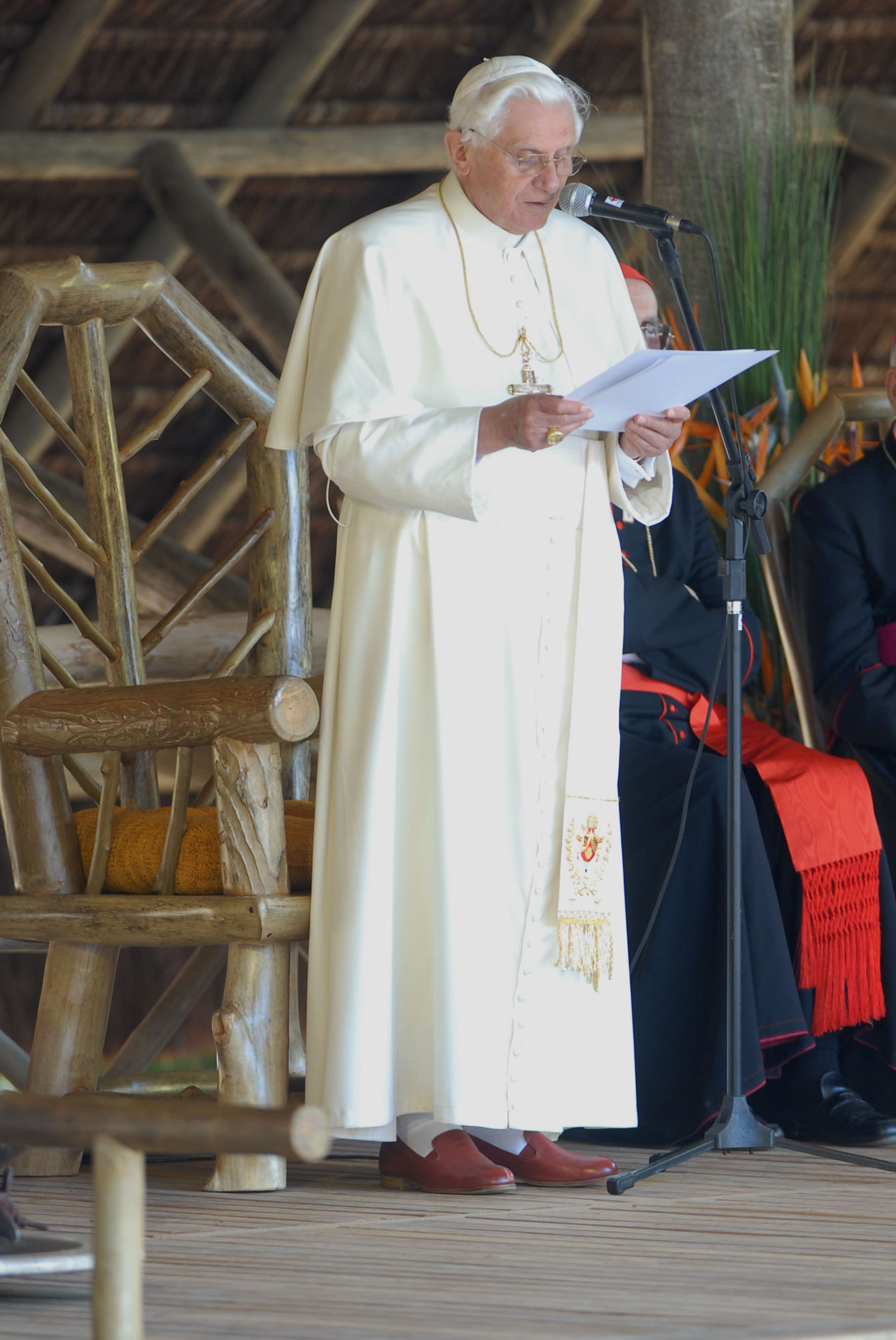
Påven.
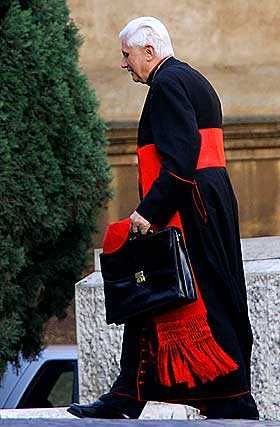
Katolsk kardinal.
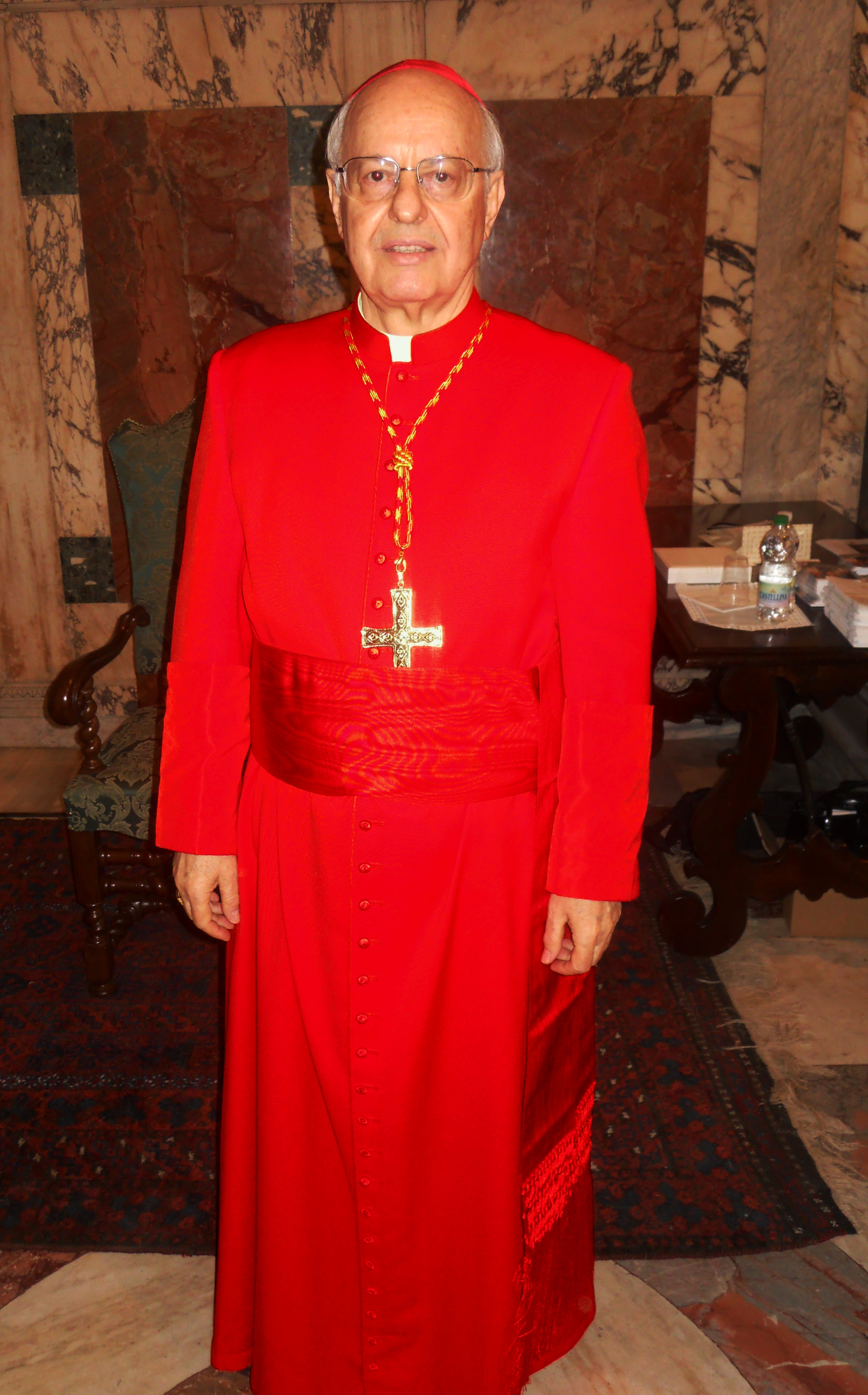
Katolsk kardinal.
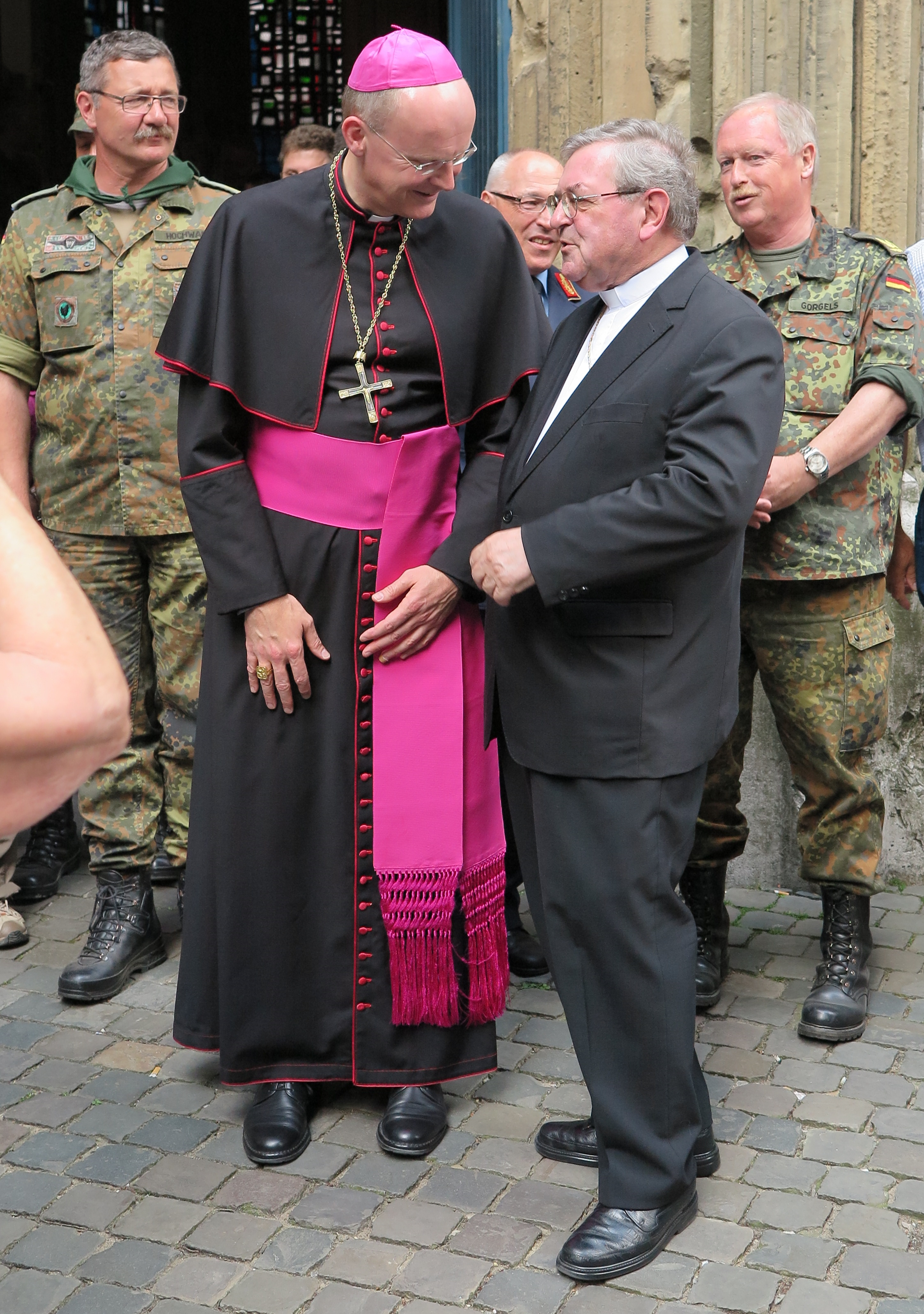
Katolsk biskop.